# Giovanni della Casa
Giovanni della Casa, född 28 juni 1503 och död 14 november 1556, var en italiensk författare, ärkebiskop och statsman av renässansen.
Han beundrades av många i samtiden för sin konstfulla författarstil. Han mest kända verk är Galateo (1558), en bok om belevenhet.